# Ahmed Sher Khan
Ahmed Sher Khan (1º novembre 1912 – 13 marzo 1967) è stato un hockeista su prato indiano, vincitore dell'oro olimpico per l'India Britannica a Berlino 1936.

## Palmarès
- Giochi olimpici

Berlino 1936: oro.